# 和田毅
和田 毅（わだ つよし、1981年2月21日 - ）は、山形県生まれ、島根県出雲市出身の元プロ野球選手（投手）。左投左打。
松坂世代最後のNPB現役選手であった。
2004年開催のアテネオリンピック 野球 銅メダリスト。
妻は元グラビアアイドルで元タレントの仲根かすみ。仲根の実母は以前、元プロ野球選手の佐藤道郎と婚姻関係にあったため、佐藤とは遠戚であった。

## 経歴

### プロ入り前
1981年、母親の実家である山形県で生まれ、幼少期は愛知県江南市で過ごす。野球を始めたのは1987年で、江南市立藤里小学校1年のとき、地元の「江南団地野球」に入ったのがきっかけ。小学6年次の春に島根県出雲市へ転居し、出雲市立第三中学校卒業まで過ごす。
1996年、父の実家が近く、実績ある新田均監督が率いる同県浜田市の浜田高校に進学する。なお父は日本体育大学時代、首都大学野球連盟リーグで首位打者1回・ベストナインに2度選出されている。実弟も立教大学野球部で活動後、2016年には浜田高校硬式野球部監督に就任している（2022年現在は島根県立島根中央高校コーチ）。
1997年度の第79回全国高等学校野球選手権大会に2年生エースとして出場。初戦でエース・石川雅規を擁する秋田商業高校と対戦。3対1と2点リードで迎えた9回裏、連打を許し無死一・二塁から、三塁線への送りバントを和田が一塁へ悪送球、カバーに入った右翼手も悪送球する間に走者2人が生還、同点に追い付かれると同時にバントした打者も三塁に達し、続く2人を敬遠し満塁策をとるも、続く打者石川にストレートの四球を与えてしまいサヨナラ押し出しで敗れる。
翌1998年度の第80回全国高等学校野球選手権大会ではベスト8に進出。初戦は富樫和大-加藤健のバッテリーを擁する新発田農業高校に勝利。続く3回戦で森本稀哲を擁する東東京代表帝京高校と対戦、森本に本塁打を打たれるが、試合は3-2で勝利。次の準々決勝では古木克明を擁する豊田大谷高校と対戦、延長10回3-4で敗れた。前年の秋に上腕三頭筋を断裂していたこともあり、直球はこの当時120km/h台であったが、帝京高校の選手は「150km/hに見えた」と証言している。
1999年、早稲田大学人間科学部に進学。1年秋、9月12日の東京大学戦で東京六大学初登板。同級生のトレーナーと試行錯誤を重ねて、フォームにさらに磨きをかけた。それにより高校時代には130km/hにも満たなかった球速が2か月で140km/hを超えるまでになっている。2年春から先発陣に仲間入りし、群を抜くペースで三振を奪い話題を集めた。また、打撃に優れ、高校時代はクリーンナップを務めた。
4年時の2002年には江川卓の持っていた東京六大学野球連盟奪三振記録443を更新し、通算476奪三振まで記録を伸ばした。早稲田の「ドクターK」と呼ばれ、プロ注目の投手として各球団が争奪戦を展開した。なお、この世代には他大学にも好投手が揃っており、法政大学の土居龍太郎・慶應義塾大学の長田秀一郎・立教大学の多田野数人らとしのぎを削っていた。
エースとして早大52年ぶりの春秋連覇達成に貢献し、2季連続でベストナインに選出。藤井秀悟から継承した背番号18を早大の左投手のエースナンバーとして定着させた。リーグ通算62試合登板27勝13敗、防御率1.35、476奪三振。27勝は、早大の左投手として最多。己に厳しくひたむきな練習姿勢は下級生の鳥谷敬・青木宣親・比嘉寿光・由田慎太郎らに影響を与え、それが早大野球部史上初の4連覇を達成する元となった。
同年の第51回全日本大学野球選手権大会では決勝で木佐貫洋・永川勝浩擁する亜大に敗れ、第33回明治神宮野球大会でも準決勝で東北福祉大に敗れ日本一は果たせなかった。
2002年のドラフト会議では福岡ダイエーホークスに自由獲得枠で契約金1億5000万円（出来高払いを含む）・年俸1500万円（金額は推定）という条件で入団した。背番号は21。入団の理由に、秋山幸二の引退試合での、福岡のファンの温かさへの感動を挙げている。また、実際に福岡ドームに試合を観戦しに行き、熱い声援が早慶戦に似ていたことも挙げている。

### ダイエー・第一次ソフトバンク時代
2003年は1年目から先発ローテーションの一角を担い、チームの優勝に貢献した。4月1日の対大阪近鉄バファローズ戦（大阪ドーム）でプロ初登板・初先発するが、6回2/3を5失点で敗戦投手となった。4月9日の対西武ライオンズ戦（北九州市民球場）で6回5安打無失点でプロ初勝利を飾った。4月16日の対千葉ロッテマリーンズ戦（千葉マリンスタジアム）で自身初の完投・完封勝利、7月11日の対西武戦（西武ドーム）でシーズン2度目の完封勝利を挙げた。7月15日のオールスターゲーム（大阪ドーム）では3回裏に2番手で登板、2回を無安打無失点に抑え、優秀選手に選ばれた。シーズン通算では26試合の登板で14勝（5敗）を挙げ、チームとして1994年の渡辺秀一以来9年ぶりとなる新人王を満票で獲得した。

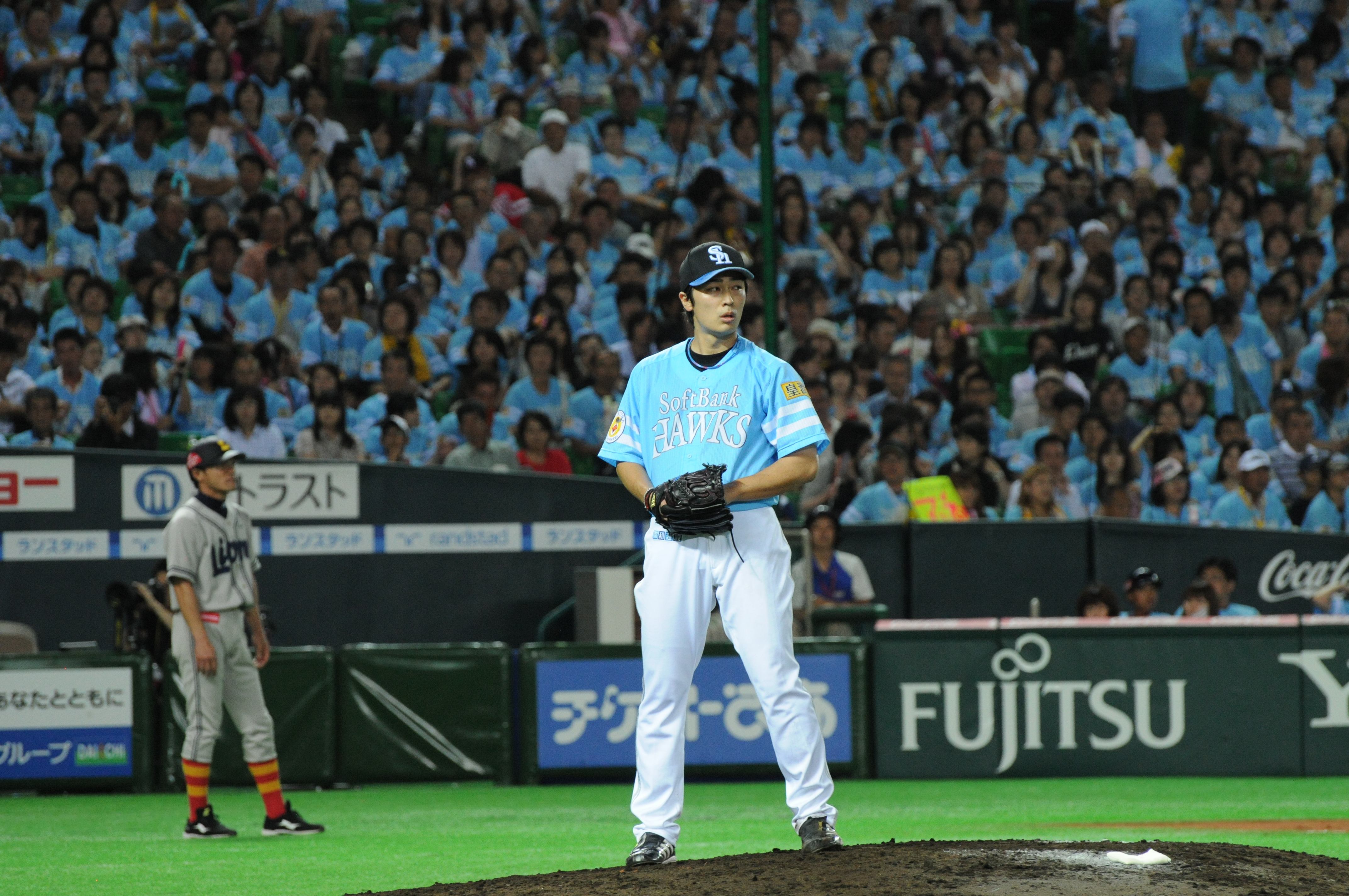
2011年

阪神タイガースとの日本シリーズでは3勝3敗で迎えた第7戦（福岡ドーム）で完投し、日本一の胴上げ投手となった（3勝3敗からの新人完投勝利は史上初）。年末のアジア野球選手権には出場。対韓国戦に先発出場し、5回1/3を投げ、無失点で勝利投手となった。オフの12月19日の契約更改では年俸6500万円増の8000万円（タイトル料込み）でサインした。
2004年は3月9日のヤクルトスワローズとのオープン戦で左手親指付け根に違和感を訴え、5回途中で降板。翌10日に「関節炎」と診断された。開幕まで調整が遅れて4月4日夜に一軍に合流。4月9日の対北海道日本ハムファイターズ戦（福岡ドーム）で6回1/3を投げ、5失点でシーズン初勝利、7月11日のオールスターゲーム（長野オリンピックスタジアム）では先発出場し、2回無失点（勝敗付かず）に抑え、優秀選手に選ばれた。7月19日の対オリックス・ブルーウェーブ戦（福岡ドーム）では4回二死に谷佳知にソロ本塁打を許すが、それ以外は安打を打たれておらず、1安打1失点で完投勝利を挙げた。9月13日の対オリックス戦（Yahoo!BBスタジアム）では6回無失点で2年連続で2桁勝利となる10勝（6敗）を挙げたが、防御率は4.35に終わった。同年からパシフィック・リーグで開催されたプレーオフでは、西武との第2ステージ第2戦（福岡ドーム）で先発し、1回2/3を5失点で敗戦投手となった。オフの12月21日の契約更改では年俸1500万円増の9500万円（推定）でサインした。
2005年から出雲市内の少年野球チームを対象とした「和田毅杯少年野球大会」を私費で開催し、優勝チームは副賞として福岡ドーム開幕戦に招待している。トレーナーと正式に専属契約を結び、3月26日の日本ハムとの開幕戦（福岡 Yahoo! JAPANドーム）で福岡ソフトバンクホークス初の開幕投手として7回1失点で勝利。8月3日の対日本ハム戦（福岡 Yahoo! JAPANドーム）で4安打1失点でシーズン10勝目を完投勝ちし、ホークスでは1960年の杉浦忠以来となる新人から3年連続の2桁勝利を達成。シーズンでは12勝（8敗）を挙げた。オフの12月20日の契約更改では入団4年目の選手の年俸としては松坂大輔の1億4000万円を抜いて史上最高額となる1億4500万円（推定）でサインした。12月10日にタレント・女優の仲根かすみと入籍したことを発表。14日には出雲大社で挙式・出雲市内で披露宴を行い、翌年9月13日には長女が誕生した。
2006年は8月2日の対東北楽天ゴールデンイーグルス戦（福岡 Yahoo! JAPANドーム）では4安打1失点でシーズン10勝目を完投勝ちし、新人から4年連続2桁勝利を達成。シーズンではルーキーイヤー以来の14勝を挙げた他、6完投3完封を記録した。また防御率ではプロ入り初の2点台を記録した。オフの12月21日の契約更改では年俸5500万円増の2億円（推定）でサインした。
2007年は完封がなく完投も2つに減り10敗を喫したが、7月31日の対オリックス戦（福岡 Yahoo! JAPANドーム）で7回2/3を投げ7安打3失点でシーズン10勝目を挙げ、入団から5年連続の2桁勝利を達成。球団としては杉浦忠以来45年ぶりの記録となった。シーズン通算では12勝を挙げた。12月24日の契約更改では年俸2000万円増の2億2000万円（推定）でサインした。オフにはアメリカのロサンゼルス市内の病院で内視鏡による左肘遊離軟骨の除去手術を受けた。
2008年はオールスター前までに8勝を挙げた。6年連続2桁勝利も期待され、チーム復帰後は埼玉西武相手に延長10回まで1失点以下に抑える試合を2つ数えるなど、復帰後の防御率は3.18と安定した投球を続けたが、初めて2桁勝利に届かなかった。12月25日の契約更改では年俸1000万円増の2億3000万円（推定）でサインした。オフには和田との自主トレを志願した藤岡好明、岩嵜翔、千葉ロッテマリーンズの大嶺祐太と一緒に合同自主トレを行った。
2009年は4月3日のオリックス・バファローズとの開幕戦（福岡 Yahoo! JAPANドーム）で2度目の開幕投手を務めた。完封勝利を挙げ、プロ野球最多タイでパ・リーグ新である開幕戦14奪三振を記録。5月28日登板を最後に肘の炎症で長期離脱を余儀なくされた。9月に復帰して楽天との最終戦（クリネックススタジアム宮城）の10月11日に先発登板。5回無失点で5月22日以来の勝ち投手となった。しかし、最終成績は4勝5敗とプロ入りワーストの成績で終わった。オフの12月17日の契約更改ではプロ入り7年目で初のダウンとなる年俸2000万円減の2億1000万円（推定）でサインした。
2010年は4月8日の対ロッテ戦（福岡 Yahoo! JAPANドーム）で自己最多である15奪三振（9回1失点完投勝利）を記録。6月12日の対読売ジャイアンツ戦で交流戦最多の通算18勝目を挙げる。6月26日の対東北楽天ゴールデンイーグルス戦で3年ぶりの10勝目を挙げ、オールスターには監督選抜で選出されて6年ぶり3度目の出場となった。9月8日の対楽天戦（福岡 Yahoo! JAPANドーム）で自己最多更新の15勝目を挙げた。対ロッテ戦では24イニング無失点を記録。9月23日の対ロッテ戦（福岡 Yahoo! JAPANドーム）で17勝目を挙げ、新人王以来となるタイトル、自身初の最多勝を獲得しチームの7年ぶりの優勝に大きく貢献。リーグ優勝を決めた最終戦では監督の秋山幸二、主将の小久保裕紀、選手会長の川﨑宗則、そして杉内に続いて胴上げをされた。初のMVP・ベストナインにも選出された。
ロッテとのCSファイナルステージでは第2戦に先発し、初回に清田育宏に先制ソロ本塁打を打たれるもそれ以降は無失点に抑え完投勝利した。第6戦では4点ビハインドの6回から登板し、2回を無失点に抑えたが打線が成瀬善久の前に得点を奪えずチームはCS敗退となった。オフの12月11日の契約更改では年俸1億2000万円増の3億3000万円（推定）でサインした。
2011年は4月12日のオリックスとの開幕戦（京セラドーム大阪）で2年ぶりの開幕投手を務めるも9回に後藤光尊に同点ソロ本塁打を打たれ、9回2失点で降板、最終結果は2-2で延長12回引き分けとなった。5月3日の対楽天戦（福岡 Yahoo! JAPANドーム、完封）から7月6日の対西武戦（西武ドーム）までプロ入り初の7連勝、8月3日の対オリックス戦（京セラドーム大阪）で通算100勝目を達成。9月21日の対オリックス戦（京セラドーム大阪）ではシーズン2度目の完封勝利を無四球で飾った。シーズン中も杉内俊哉、D.J.ホールトン、攝津正らと並ぶ先発の柱としてフル稼働し16勝を挙げた。
西武とのCSでは第1戦に登板し、7回1失点で勝利投手となり、チームのリーグ連覇と8年ぶりの日本シリーズ優勝に貢献した。
11月30日にはこの年取得した海外FA権行使の申請を行った。会見ではメジャーリーグ全球団から先発として投げられることを優先して移籍先を探したいと述べ、アラン・ニーロを代理人とした。

### オリオールズ傘下時代
2011年12月14日にボルチモア・オリオールズと2年総額815万ドル（3年目は年俸500万ドルの球団オプション）の契約を結んだ。背番号は大学時代以来10年ぶりとなる18となった。
2012年、スプリングトレーニングで左肘の違和感を訴え2試合の登板に終わり、4月4日に15日間の故障者リスト入りして開幕を迎える。その後は傘下のマイナーで調整を続けていたが、21日にスプリングトレーニング中に痛めた箇所とは違う箇所に左肘痛を発症。24日に左肘靭帯損傷が見つかり、5月1日のルイス・ヨーカムによるセカンドオピニオンでも左肘靭帯の部分断裂が確認され、7日に60日間の故障者リストへ異動。11日にトミー・ジョン手術を受け、そのままシーズンを終えた。オフの11月2日に故障者リストから外れた。
2013年、2月下旬に手術後初めてのブルペンでの投球を始めたが、スプリングトレーニングでの登板はなく3月31日に再び15日間の故障者リスト入りした。4月4日に60日間の故障者リストへ異動し、開幕を迎える。5月からAAA級ノーフォーク・タイズで登板し、前半戦は11試合の先発で2勝5敗、防御率5.83、WHIP1.53。後半戦は8試合の先発で3勝1敗、防御率2.03、WHIP1.31となるが、メジャーに昇格することなく、シーズンを終える。翌年の契約オプションは更新されず、11月2日に自由契約となった。

### カブス時代
2013年12月19日にシカゴ・カブスとマイナー契約を結んだことが発表された。
2014年はスプリングトレーニングに招待選手として参加したが、1先発を含む3試合の登板で7失点を喫した。3月23日に自由契約となり、翌24日に契約内容を変更したマイナー契約でカブスと再契約し、AAA級アイオワ・カブスで開幕を迎えた。開幕から2試合に先発し、13回1/3で7安打1失点の成績で、4月14日にはパシフィックコーストリーグ4月第1週の週間MVPを受賞した。6月22日にメジャー契約となり40人枠入りした。ダブルヘッダー限定ルールにより即昇降格が可能な26人目のアクティブ・ロースターの補充選手として、7月8日にメジャー昇格し、同日のダブルヘッダー2試合目となったシンシナティ・レッズ戦に先発起用されメジャーデビュー。5回を投げ5安打、自責点なしの投球を見せたが、後続の投手が逆転され勝敗はつかなかった。7月9日にAAA級アイオワへ降格した。7月23日にメジャーへ再昇格。同日のサンディエゴ・パドレス戦に先発したが、4回を5安打5失点4四球の乱調でメジャー初黒星を喫した。7月28日のコロラド・ロッキーズ戦では7回1失点でメジャー初勝利を挙げた。その後は先発ローテーションに定着。この年は13試合に登板し、4勝4敗、防御率3.25だった。オフの11月3日にカブスと年俸400万ドル＋出来高の1年契約に合意。翌シーズンから背番号を67から18へ変更することも発表した。
シーズンオフの10月8日には日米野球2014の追加メンバーとしてMLB選抜に選出された。京セラドーム大阪での第2戦と沖縄セルラースタジアム那覇での親善試合で中継ぎ登板した。
2015年はスプリングトレーニングのテキサス・レンジャーズ戦で左太ももを痛めて降板し、4月5日に15日間の故障者リストに入った。5月20日のサンディエゴ・パドレス戦で初登板したが、6月22日のロサンゼルス・ドジャース戦で左肩に異常を訴え3回途中で降板。28日に左肩三角筋の炎症で15日間の故障者リストに入ることが発表された。7月初旬から傘下のマイナーでリハビリ登板を始めたが、8月4日にマイナー・オプションを行使されAAA級アイオワに降格。9月1日にセプテンバー・コールアップに伴い昇格するが、昇格後は1試合のリリーフ登板に終わる。チームはワイルドカードでのポストシーズン出場を果たしたが、ポストシーズンのロースターからは外れる。10月11日にDFAとなり40人枠から外れ、19日に自由契約となった。

### 第二次ソフトバンク時代

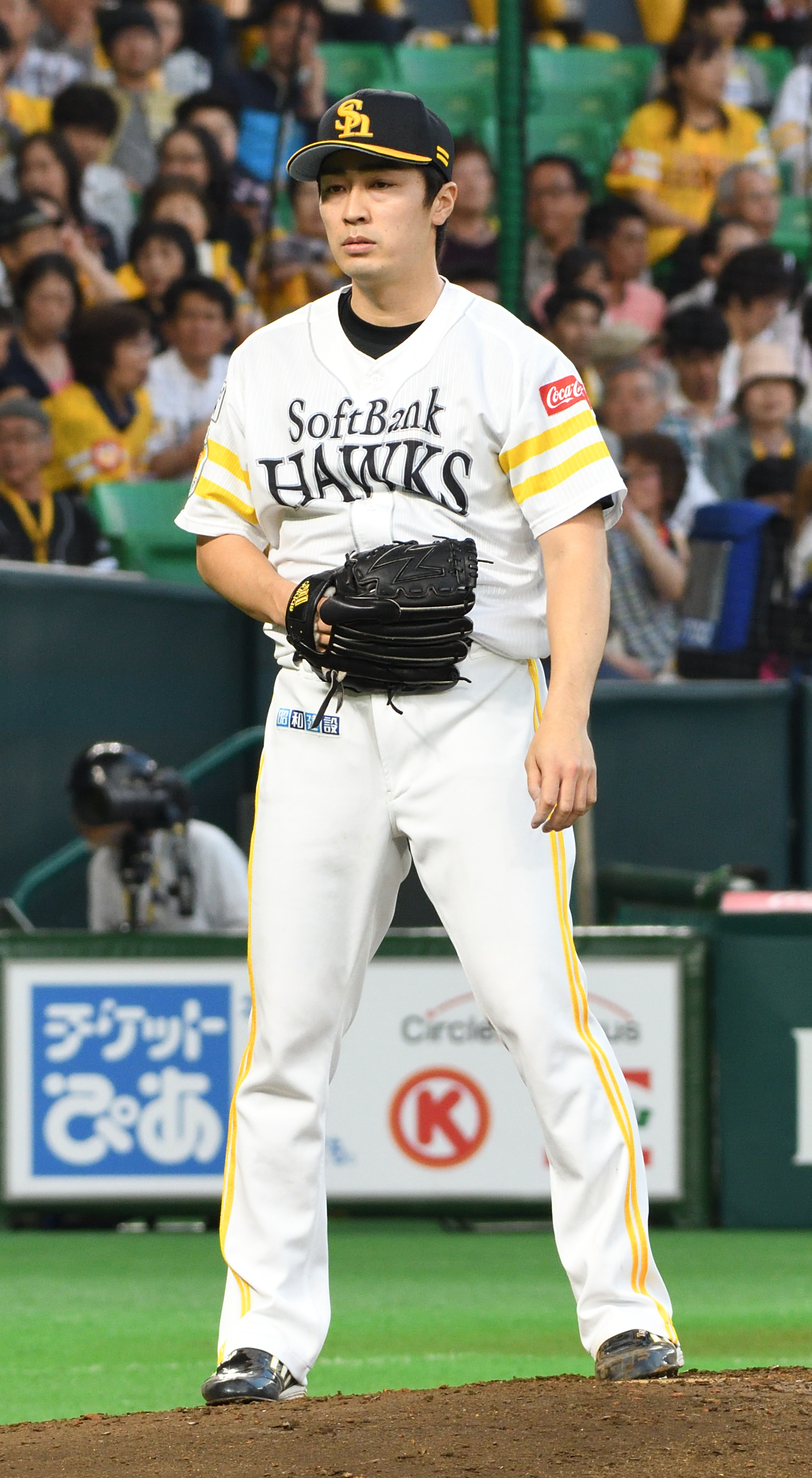
2016年5月25日 福岡ヤフオク!ドーム

2015年11月7日に古巣の福岡ソフトバンクホークスが獲得を発表し、5年ぶりの復帰となった。背番号はかつてと同じ21に決定した。これに伴い、21を着用していた岩嵜翔は背番号が17に変更された。
2016年はオープン戦で3試合に登板し防御率0.00を記録する好調ぶりを見せ、レギュラーシーズンもリーグ4位の157奪三振を記録するなど活躍した。しかし、シーズン終盤の9月23日に左肘痛で抹消。チームはポストシーズンに進出したが、自身の復帰は間に合わなかった。一方で、最終的には15勝5敗・勝率.750で6年ぶりの最多勝利と自身初となる最高勝率のタイトルを獲得した。
2017年は6年ぶり4度目の開幕投手を務め、8回1失点7奪三振で勝利投手となった。しかし、またもや左肘の不調で4月11日に抹消。当初は「大事ではない。1回（先発を）飛ばすだけ。安心してください」と監督の工藤公康が述べるなど軽症を強調していたものの、結局5月22日に「肘頭骨棘切除術」を行い、長期離脱を余儀なくされたが、8月11日の広島東洋カープとの二軍戦で実戦に復帰した。8月27日に福岡ヤフオク!ドームで行われた対千葉ロッテマリーンズ戦において、井口資仁から史上51人目の1500奪三振を記録。6回2安打無失点、9奪三振の圧巻の内容で3勝目を挙げた。シーズンは8試合の登板に留まったが、負けなしの4勝を挙げ、チームの2年ぶりのリーグ優勝に貢献した。ポストシーズンは楽天とのクライマックスシリーズファイナルステージ第3戦と横浜DeNAベイスターズとの日本シリーズ第4戦に先発登板した。ファイナルステージでは敗戦投手とはならなかったが、日本シリーズでは敗戦投手となった。
2018年は左肩痛のため一軍公式戦の登板はなく、二軍公式戦2試合の登板にとどまる。シーズンオフの12月18日に契約更改交渉に臨み、3億円減の年俸1億円プラス出来高払い（金額は推定）でサインした。
2019年は6月5日の交流戦対中日戦（ヤフオクD）で一軍復帰し5回2失点で勝敗なし。西武とのクライマックスシリーズ・ファイナルステージでは第1戦に先発したが、4回3失点でリードを許した状態で降板した。試合はソフトバンクが逆転勝ちしたため、負けはつかなかった。巨人との日本シリーズでは第4戦に先発、5回無失点と好投し16年ぶりに日本シリーズでの勝利投手となり、チームは日本一となった。
2020年10月27日の対ロッテ戦（福岡PayPayドーム）で先発し、6回無失点と好投し、自身初のリーグ優勝決定試合の勝利投手になった。規定投球回には到達しなかったが、8勝1敗の成績で、チーム内で4番目に多い勝ち星を挙げた。
2021年は開幕ローテーション入りした。4月14日の対オリックス戦（福岡PayPayドーム）でのシーズン3度目の先発で、6回2/3を4安打無失点と抑え、球団史上2人目の40歳以上の先発勝利投手になると、次の登板の同月21日の対楽天戦（福岡PayPayドーム）で球団初の40歳以上の複数勝利投手となった。6月6日（対阪神・甲子園）には7回無失点で勝利投手となり、同学年でダイエー時代の同僚だった杉内俊哉が持つ交流戦最多勝利数（26勝）に並んだ。
2022年も開幕ローテーションに入り、5月29日の交流戦対広島3回戦（PayPay）で、41歳にして自己最速となる149km/hを記録。6月19日の対楽天8回戦（PayPay）では、1回表一死から3者連続三振を奪い、2回表に島内宏明を三振に打ち取った時点で、杉浦忠の持つ最多奪三振の球団記録1756を超える1757奪三振を記録、この試合では6回1失点で勝利投手となり、日米通算150勝を併せて達成した。9月30日の楽天25回戦（楽天）に先発し、5回1失点で同年7勝目を挙げ、NPB通算150勝を達成した。
2023年も開幕ローテーションに入り、4月5日のオリックス戦（京セラドーム）で5回4安打無失点で白星を挙げ、42歳1か月での勝利投手は、1991年の今井雄太郎の41歳9か月を超える球団新記録となった。5月24日に通算2000投球回を達成。オールスターゲームには監督推薦で7年ぶりに出場した。第1戦（7月19日・バンテリンドーム ナゴヤ）の4回に登板、1イニングを1奪三振を含む三者凡退に抑えた。この登板がオールスターゲームでのパ・リーグ最年長登板（42歳4か月）となった。10月3日の対楽天戦（PayPayドーム）で5回1/3無失点で8勝目を挙げ、自身の持つ球団最年長勝利投手記録を更新するとともに、NPB史上4人目、2008年に当時43歳の山本昌（中日）が11勝を記録して以来15年ぶりとなる42歳以上で8勝目、加えてNPB史上6人目、パ・リーグでは初となる40歳以上で通算20勝目を同時に記録した。
2024年は開幕ローテーション入りが小久保裕紀監督により明言されていたものの、1月に日刊スポーツなどにより「西武が山川穂高の人的補償として和田を指名する意向を示した」と報道されるという出来事があった（実際に移籍したのは甲斐野央）。シーズンでは本拠地開幕戦での先発が予定されていたが、左手のまめの影響で急遽回避となり、二軍調整でのスタートとなった。結局一軍初昇格は5月6日となり、同日の日本ハム戦（みずほPayPayドーム）で先発、5回91球被安打失点4だったものの、味方打線の援護もありシーズン初登板初勝利を挙げた。5月22日には、自身も2004年に登板した20年ぶりの復刻イベント「白のキセキ」対楽天9回戦（京セラドーム）に先発し7回無失点、味方の大量援護もあり2勝目を挙げる。その後6月2日の交流戦広島戦では5回無失点で勝敗つかず、続く同月9日のDeNA戦（横浜）は4回途中4失点で同年初黒星となり、同月11日登録抹消。中25日となった7月5日の対楽天10回戦（みずほPayPay）では、4回に突然崩れ4失点で2敗目。その後二軍調整が続き、チームのリーグ優勝決定直後の9月25日対西武24回戦（みずほPayPay）では、先発スチュワート・ジュニアの後の2番手として6回表に登板し1回無失点、NPB332試合目の登板で初ホールドを記録、球団の最年長ホールド記録も併せて更新した。9月28日の対日本ハム25回戦（エスコンフィールドHOKKAIDO）では2番手大山凌が2失点した直後に登板し1球でワンポイントリリーフし2ホールド目。しかしその次の登板となった10月1日対オリックス25回戦（みずほPayPay）6回表、先頭打者の森友哉を一ゴロに打ち取った際、ベースカバーに入った直後に足を引きずる様子を見せ、一旦ベンチに戻って手当てを行ったもののそのまま降板（3ホールド目は記録）し、これがシーズン公式戦最後の登板となる。同月13日に行われた実戦形式の打撃練習に登板したものの、左股関節付近に痛みを覚え降板、練習後倉野信次投手コーチは「（和田の）ポストシーズン（登板）は厳しいかなと思います。ぶり返してしまったので」 と発言。結局、クライマックスシリーズでの登板はなく、日本シリーズでは出場選手の40人枠には入らなかったものの、チームの日本シリーズ敗退が決まった翌日の11月4日時点では翌年も契約を更新する方針であることが報じられていた。

### 現役引退
しかしながら、同月5日になって球団から現役引退が発表された。同日に行われた引退記者会見では、7月過ぎ頃に引退を決意していたことを明かし、「5年前ぐらいから肩の痛みと戦いながら投げていた。その年からこの5年間で、いつでもダメになったら『辞めよう』と思って、毎シーズン戦っていました」と告白。膝の痛みや腰、股関節の痛みという報道があったが、実は内転筋の肉離れで、中継ぎで投げている時も肩の痛みを抱えながら、注射を何回も打ちながら投げていた部分もあったことを明かした。
翌6日付けで、NPBから任意引退選手として公示された。和田の引退により、いわゆる松坂世代の選手、福岡ダイエーホークス在籍歴のある選手がNPBからいなくなった。
当初は「真剣勝負の中で自分のためだけのアウトをつけさせてしまうと、査定に響いてしまう」「和田のために日本一になる、というような空気を作りたくなかった」などの理由から、自身の引退試合を固辞していたが、翌年1月23日に、球団から3月15日の日本ハム戦（オープン戦）で引退試合を行うことが発表された。
引退試合では先発登板して実際に打者1人と対戦する予定であることを小久保監督が明かしており、3月14日には任意引退からの復帰手続きがとられ、正式に支配下登録選手に復帰した（背番号は21）。引退試合では、同じ背番号21を背負い、早稲田大学卒の和田に対して早稲田実業高校出身で「早稲田つながり」を持つ清宮幸太郎と対戦し、最後は134km/hの直球で空振り三振に打ち取り、現役最後の登板を終えた。同日開催された引退セレモニーでは松坂大輔、杉内俊哉、藤川球児ら松坂世代を形成したメンバーからのビデオメッセージが流された。また、大学時代の恩師である野村徹から「本当にご苦労さまでした、立派なエースになりましたと言ってあげたいです」との言葉が贈られた。
引退試合2日後の3月17日に、改めて任意引退選手公示が行われた。

### 現役引退後
2025年1月27日、ソフトバンクの球団統括本部付アドバイザーに就任することが発表された。球団によると、22年間の現役生活で培った独自のトレーニング方法や実戦での経験を生かして、選手やトレーナー、スカウトなどのスタッフにさまざまな助言を行うことが主な仕事である。そのまま宮崎キャンプにも帯同し、板東湧梧などを指導した。その傍らフリーの野球解説者としても並行しながら活動する。

## 代表経歴

### 日本代表
2004年シーズン中にはアテネオリンピックの日本代表に選出され、8月25日にカナダとの3位決定戦で先発出場、5回2失点で勝利投手となり、銅メダル獲得に貢献した。
2006年開幕前の3月に開催された第1回ワールド・ベースボール・クラシックの日本代表に選出された。
2008年シーズン中には北京オリンピックの日本代表に選出された。

## 選手としての特徴

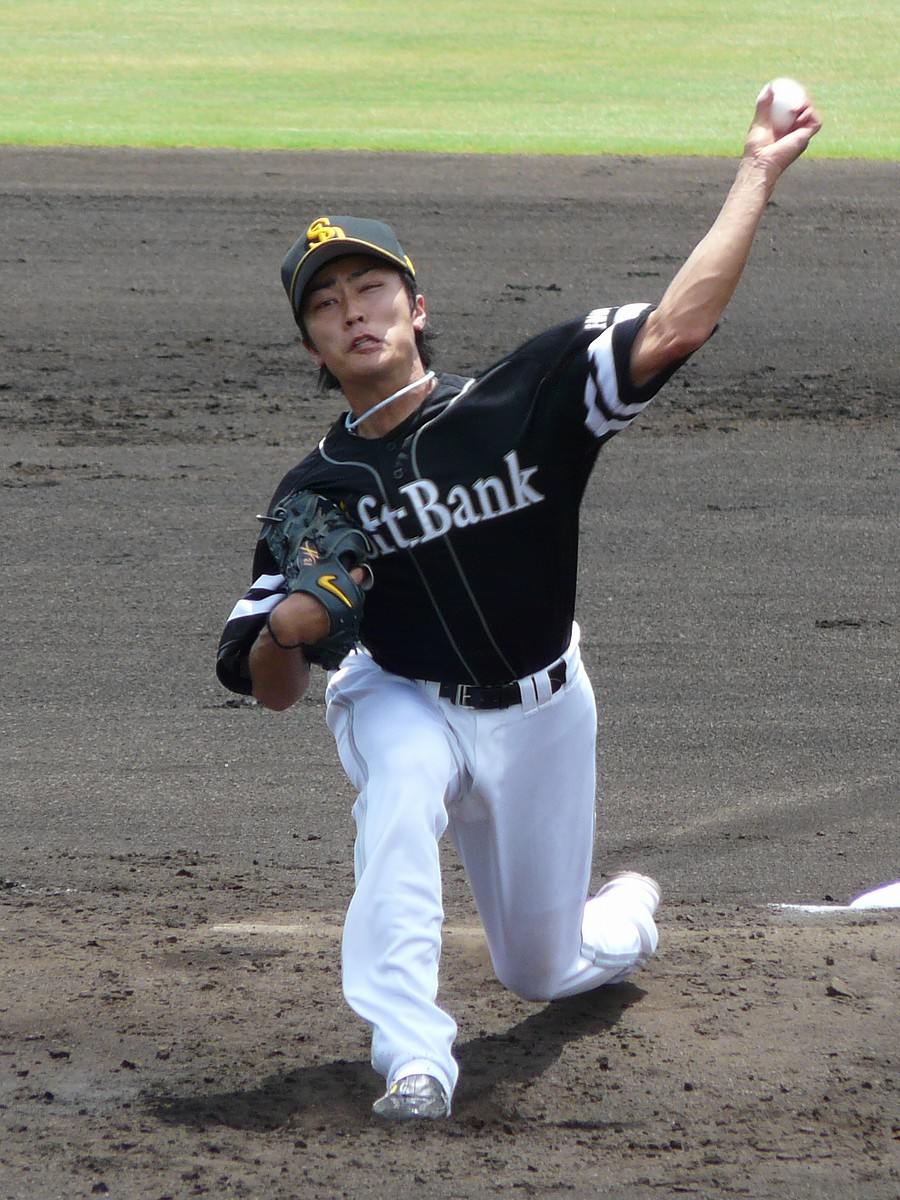
和田の投球フォーム（2009年）

フォロースルーに入ってからも踏み出した足の膝を閉じる安定した下半身を持っている。球の出所が分かりにくいオーバースローから平均球速142.6km/h（2023年シーズン）、最速149km/hのストレートとスライダー、チェンジアップ、カーブ、ツーシームを投げ分ける。スライダーは横変化だけでなく縦変化のものも駆使し、2010年までは被打率1割台を記録するフォークも交えていた。NPBでの通算与四球率2.41とボールをストライクゾーンに集める制球力がある一方で逆球も多い（2010年終了時点）。
フォーシームの空振り率はカブス移籍後も先発投手としてはトップクラスの21.3パーセントを記録した。MLB移籍前まではこのフォーシームの速球を投球の中心に考えていたが、メジャー移籍後からツーシームも加える。メジャー移籍前のホークス時代のストレート（フォーシーム）の平均球速は約137km/hだったが、カブス移籍後は2015年まで平均球速88.8mph（約142.9km/h）を記録した。球持ちが長くボールの初速と球速の差が小さい。ボールの回転数もプロの平均値を上回る。杉内俊哉は三菱重工長崎時代に台湾で行われたアジア選手権で和田と同じチームになり「キャッチボールをしたときの衝撃は忘れられない。奇麗な回転で伸びてきて、球速以上に速く感じ、これは打ちにくいなと思った」と語っている。しかし本人は回転をかけようという意識はないと言い、「体幹がでんでん太鼓のようにグッと回れば、自動的に腕が振られてボールが腕から離れていく」というイメージを持っているため、手先の部分は「ボールを軽く持つ」くらいの意識しかないという。
遠投は90 - 95メートルほどで、高校時代は最速129km/hだったが、右手の使い方を「壁を作りながら、リリース時に右手を支点にするように一気に身体側へ引き寄せる」ように改良したところ、大学1年時の夏から秋にかけての1か月半で球速が最速142km/hまで増加。本人は「おそらくそれまでは142km/h出るはずのパワーをどこかに逃がしていた。右手の使い方を変えたことが下半身のタメを保つことに作用し、体の軸と体幹もうまく使えるようになった」と自己分析している。
上原浩治の公式YouTubeチャンネルに2021年7月に公開された動画で森本稀哲は松坂世代で最も強い先発左投手として彼の名前を挙げている。
オリックスに非常に相性が良く、2021年シーズン終了時点で31勝8敗と、セ・リーグや消滅した近鉄を含む他12球団中最も多い勝星ならびに勝ち越し数を挙げており、特にMLBからNPB復帰後は本拠地で全く敗戦投手となっておらず、2016年9月8日に京セラドームで敗れた後、2022年4月20日に同球場で敗戦投手となるまで、一軍登板のなかった2018年を除く計6シーズン、15試合連続で敗戦投手となっていなかった。一方、同シーズン終了時点で西武には18勝20敗とパ・リーグ球団で唯一負け越しており（セ・リーグを含めても負け越しは西武と過去2勝3敗の阪神のみ）、かつ防御率も唯一の4点台（同じく広島と2球団のみ）と相性が良くない。

## 人物
- 愛称は「ワッチ（わっち）」[177]。
- 小学生時代は愛知県で過ごしていたことから、中日ドラゴンズのファンだった[178]。
- MLB移籍前は杉内俊哉と共に「Wエース」と呼ばれることが多く、この呼ばれ方には好感を持っていたという[179]。
- ダイエーおよびソフトバンク時代につけた背番号21に強い愛着を持っており、「21世紀のエースを目指す」「21と言えば和田と呼ばれたい」という思いが込められている[180]。
- チャリティ活動に意欲的で、2005年から投球数×10本（勝利投手で20本加算、完封で30本加算）という「僕のルール」を設定して、ワクチンを特定非営利活動法人「世界の子どもにワクチンを日本委員会（JCV）」を通じて寄付している。2006年からはACジャパンのワクチン支援キャンペーンに選ばれ、2008年までCMが放送されていた（CMコピーは「僕は、続ける」）。これにより、2005・06年の2年間で10万本以上のワクチンを寄付している。この活動を評価され、第8回（2006年）ゴールデンスピリット賞[181]や、HEROs AWARD 2023 アスリート部門[182]を受賞している。JCV代表の細川佳代子は和田の活動に「寄付の革命を起こした」と高く評価している。2023年までの19年間で累計73万本のワクチンを寄付しており、和田は現役を退いた後も投球数ではないルールに変更して寄付を継続したい旨を宣言している[182]。また、2011年8月30日に福島県高野連へマイクロバス1台を寄贈することを発表した[183]。それ以外にも、出雲市の青少年スポーツ振興に毎年300万円を寄付している[184]。
- 2012年に和田と同じくホークスからシアトル・マリナーズに移籍した川﨑宗則からは「ほんと優しいんですよ。ホークス時代、エラーしてマウンドに謝りに行くと『大丈夫。抑えるから』と言ってくれた。」[185]と評されている。
- 福岡ダイエーホークスに2004年までの8年間在籍した井口資仁は、引退を発表していた2017年の福岡ヤフオク!ドームでの現役最終打席が和田の1500奪三振の記録となり「本当に最後の最後に和田と勝負できたので良かったです」とコメントした[186]。和田も「全部ど真ん中めがけて投げた。成長している姿を見せたかった」「夢にも思わなかった。一生忘れない投球になった」とコメントを残した[112]。
- 早大時代に鳥谷敬のサインを考案している。ある日鳥谷が「どんなサインを書けばいいか」と悩んでいた。そこで和田が「よし、こんなのはどうだ？」と提案すると「それ、いいっすね」と言われ、鳥谷はプロになり、2021年に現役引退した今でも和田が考案したサインを使い続けている。ちなみに、大隣憲司のサインを考案したのも和田である。
- ロッテ時代の竹原直隆には分が悪く、特に2007年は8打数4安打（全て本塁打）と打ち込まれてしまった。なお、この年の竹原の本塁打は8本であり、その半数を和田が献上している。
- 野球日本代表の大会や合宿などに帯同することもある管理栄養士の大前恵は2020年シーズンの和田について「サポートをするようになったのは2004年アテネ五輪後なので、15年以上の付き合いになりますが、今季に限って言えば、こちらからアドバイスを送ったことは何一つありません」と栄養管理の優秀さを評しており、取り分けプロテインの使い方の上手さに注目している[187]。
- 2023年シーズン終了後の契約更改の際には「育成選手はプロ野球選手じゃないと自分は思ってるので」「せめて二軍の試合に出たぐらいからソフトバンクホークスのユニホームを着られるぐらいの、それぐらい神格化したユニホームぐらいでもいいんじゃないかと個人的には思いますけど」と発言し「育成選手の上に上がる覚悟というか、どういう気持ちで入ってきたかは人それぞれだと思いますけど、ちょっと甘いかなと」と若手に厳しい言葉を投げかけた。この「育成選手はプロ野球選手じゃない」は大竹耕太郎が入団した際にも本人に投げかけていた[188]。

## 詳細情報

### 年度別投手成績
| 年 度     | 球 団                 | 登 板 | 先 発 | 完 投 | 完 封 | 無 四 球 | 勝 利 | 敗 戦 | セ 丨 ブ | ホ 丨 ル ド | 勝 率 | 打 者 | 投 球 回 | 被 安 打 | 被 本 塁 打 | 与 四 球 | 敬 遠 | 与 死 球 | 奪 三 振 | 暴 投 | ボ 丨 ク | 失 点 | 自 責 点 | 防 御 率 | W H I P |
| --------- | --------------------- | ----- | ----- | ----- | ----- | -------- | ----- | ----- | -------- | ----------- | ----- | ----- | -------- | -------- | ----------- | -------- | ----- | -------- | -------- | ----- | -------- | ----- | -------- | -------- | ------- |
| 2003      | ダイエー ソフトバンク | 26    | 26    | 8     | 2     | 0        | 14    | 5     | 0        | --          | .737  | 781   | 189.0    | 165      | 26          | 61       | 1     | 1        | 195      | 1     | 0        | 77    | 71       | 3.38     | 1.20    |
| 2004      | ダイエー ソフトバンク | 19    | 18    | 7     | 0     | 0        | 10    | 6     | 0        | --          | .625  | 534   | 128.1    | 110      | 23          | 38       | 0     | 3        | 115      | 2     | 0        | 67    | 62       | 4.35     | 1.15    |
| 2005      | ダイエー ソフトバンク | 25    | 25    | 4     | 0     | 1        | 12    | 8     | 0        | 0           | .600  | 741   | 181.2    | 154      | 17          | 57       | 8     | 2        | 167      | 4     | 0        | 69    | 66       | 3.27     | 1.16    |
| 2006      | ダイエー ソフトバンク | 24    | 24    | 6     | 3     | 3        | 14    | 6     | 0        | 0           | .700  | 657   | 163.1    | 137      | 18          | 42       | 1     | 1        | 136      | 2     | 0        | 57    | 54       | 2.98     | 1.10    |
| 2007      | ダイエー ソフトバンク | 26    | 26    | 2     | 0     | 0        | 12    | 10    | 0        | 0           | .545  | 757   | 182.0    | 168      | 15          | 42       | 3     | 5        | 169      | 6     | 1        | 65    | 57       | 2.82     | 1.15    |
| 2008      | ダイエー ソフトバンク | 23    | 23    | 3     | 0     | 2        | 8     | 8     | 0        | 0           | .500  | 671   | 162.0    | 167      | 12          | 36       | 1     | 3        | 123      | 3     | 0        | 65    | 65       | 3.61     | 1.25    |
| 2009      | ダイエー ソフトバンク | 15    | 13    | 1     | 1     | 0        | 4     | 5     | 0        | 0           | .444  | 337   | 84.1     | 72       | 13          | 24       | 0     | 1        | 87       | 1     | 0        | 39    | 38       | 4.06     | 1.14    |
| 2010      | ダイエー ソフトバンク | 26    | 26    | 1     | 0     | 1        | 17    | 8     | 0        | 0           | .680  | 696   | 169.1    | 145      | 11          | 55       | 0     | 1        | 169      | 2     | 0        | 59    | 59       | 3.14     | 1.18    |
| 2011      | ダイエー ソフトバンク | 26    | 26    | 4     | 2     | 2        | 16    | 5     | 0        | 0           | .762  | 726   | 184.2    | 145      | 7           | 40       | 0     | 4        | 168      | 5     | 0        | 33    | 31       | 1.51     | 1.00    |
| 2014      | CHC                   | 13    | 13    | 0     | 0     | 0        | 4     | 4     | 0        | 0           | .500  | 289   | 69.1     | 67       | 7           | 19       | 1     | 3        | 57       | 0     | 0        | 28    | 25       | 3.25     | 1.24    |
| 2015      | CHC                   | 8     | 7     | 0     | 0     | 0        | 1     | 1     | 0        | 0           | .500  | 136   | 32.1     | 30       | 5           | 11       | 1     | 1        | 31       | 0     | 1        | 14    | 13       | 3.62     | 1.27    |
| 2016      | ソフトバンク          | 24    | 24    | 2     | 1     | 0        | 15    | 5     | 0        | 0           | .750  | 662   | 163.0    | 138      | 22          | 38       | 0     | 5        | 157      | 0     | 0        | 58    | 55       | 3.04     | 1.08    |
| 2017      | ソフトバンク          | 8     | 7     | 0     | 0     | 0        | 4     | 0     | 0        | 0           | 1.000 | 181   | 47.0     | 34       | 1           | 8        | 0     | 0        | 34       | 1     | 0        | 13    | 13       | 2.49     | 0.89    |
| 2019      | ソフトバンク          | 12    | 12    | 0     | 0     | 0        | 4     | 4     | 0        | 0           | .500  | 240   | 57.2     | 56       | 11          | 14       | 0     | 2        | 45       | 0     | 0        | 26    | 25       | 3.90     | 1.21    |
| 2020      | ソフトバンク          | 16    | 16    | 0     | 0     | 0        | 8     | 1     | 0        | 0           | .889  | 346   | 85.2     | 66       | 7           | 31       | 0     | 1        | 75       | 1     | 0        | 30    | 28       | 2.94     | 1.13    |
| 2021      | ソフトバンク          | 18    | 18    | 0     | 0     | 0        | 5     | 6     | 0        | 0           | .455  | 396   | 94.1     | 95       | 14          | 27       | 1     | 3        | 83       | 0     | 0        | 49    | 47       | 4.48     | 1.29    |
| 2022      | ソフトバンク          | 17    | 16    | 0     | 0     | 0        | 7     | 4     | 0        | 0           | .636  | 324   | 81.0     | 64       | 3           | 22       | 0     | 1        | 75       | 0     | 0        | 28    | 25       | 2.78     | 1.06    |
| 2023      | ソフトバンク          | 21    | 20    | 0     | 0     | 0        | 8     | 6     | 0        | 0           | .571  | 414   | 100.0    | 89       | 10          | 29       | 0     | 3        | 85       | 0     | 0        | 39    | 36       | 3.24     | 1.18    |
| 2024      | ソフトバンク          | 8     | 5     | 0     | 0     | 0        | 2     | 2     | 0        | 3           | .500  | 108   | 26.1     | 27       | 2           | 4        | 0     | 2        | 18       | 0     | 0        | 12    | 11       | 3.76     | 1.18    |
| NPB：17年 | NPB：17年             | 334   | 325   | 38    | 9     | 9        | 160   | 89    | 0        | 3           | .643  | 8571  | 2099.2   | 1832     | 212         | 568      | 15    | 38       | 1901     | 28    | 1        | 786   | 743      | 3.18     | 1.14    |
| MLB：2年  | MLB：2年              | 21    | 20    | 0     | 0     | 0        | 5     | 5     | 0        | 0           | .500  | 425   | 101.2    | 97       | 12          | 30       | 2     | 4        | 88       | 0     | 1        | 42    | 38       | 3.36     | 1.25    |

- 各年度の太字はリーグ最高
- ダイエー（福岡ダイエーホークス）は、2005年にソフトバンク（福岡ソフトバンクホークス）に球団名を変更

### WBCでの投手成績
| 年 度 | 代 表 | 登 板 | 先 発 | 勝 利 | 敗 戦 | セ ｜ ブ | 打 者 | 投 球 回 | 被 安 打 | 被 本 塁 打 | 与 四 球 | 敬 遠 | 与 死 球 | 奪 三 振 | 暴 投 | ボ ｜ ク | 失 点 | 自 責 点 | 防 御 率 |
| ----- | ----- | ----- | ----- | ----- | ----- | -------- | ----- | -------- | -------- | ----------- | -------- | ----- | -------- | -------- | ----- | -------- | ----- | -------- | -------- |
| 2006  | 日本  | 1     | 0     | 0     | 0     | 0        | 7     | 2.0      | 1        | 0           | 0        | 0     | 0        | 1        | 0     | 0        | 0     | 0        | 0.00     |

### タイトル
NPB
- 最多勝利：2回（2010年、2016年）
- 最高勝率：1回（2016年）

### 表彰
NPB
- 最優秀選手：1回（2010年）
- 新人王（2003年）
- ベストナイン：1回（投手部門：2010年）
- セ・パ交流戦 日本生命賞：1回（2010年[189]）
- オールスターゲーム優秀選手賞：2回（2003年第1戦[190]、2004年第2戦[191]）
- パ・リーグ連盟特別表彰：1回（功労賞：2024年）[192]
- ゴールデンスピリット賞：1回（2006年）
- 日本プロスポーツ大賞最高新人賞（2003年）
- 福岡県 県民スポーツ栄誉賞（2004年）[193]
- 福岡市スポーツ栄誉賞（2004年、2006年）[194]
- 福岡県民栄誉賞（2006年）[193]
- ベスト・ファーザー イエローリボン賞 in 「プロ野球部門」（2008年）
- アサヒスーパードライ ベストプレイヤーズアワード（2010年）
- ヤナセ・福岡ソフトバンクホークスMVP賞（2016年）[195]

アマチュア時代
- 毎日スポーツ人賞新人賞（2002年）

その他
- HEROs AWARD 2023 アスリート部門（2023年）[182]

### 記録

#### NPB
初記録
投手記録
- 初登板・初先発登板：2003年4月1日、対大阪近鉄バファローズ2回戦（大阪ドーム）、6回2/3を5失点で敗戦投手
- 初奪三振：同上、1回裏にタフィ・ローズから空振り三振
- 初勝利・初先発勝利：2003年4月9日、対西武ライオンズ2回戦（北九州市民球場）、6回5被安打無失点
- 初完投勝利・初完封勝利：2003年4月16日、対千葉ロッテマリーンズ6回戦（千葉マリンスタジアム）
- 初ホールド：2024年9月25日、対埼玉西武ライオンズ24回戦（みずほPayPayドーム福岡）、6回表に2番手で救援登板、1回無失点[196]

打撃記録
- 初安打：2005年5月8日、対ヤクルトスワローズ2回戦（明治神宮野球場）、6回表に山本樹から遊撃内野安打

節目の記録
- 1000投球回：2008年9月27日、対千葉ロッテマリーンズ24回戦（千葉マリンスタジアム）、7回裏二死目にフリオ・ズレータを三振 ※史上316人目
- 1000奪三振：2010年3月26日、対オリックス・バファローズ1回戦（福岡Yahoo! JAPANドーム）、4回表にT-岡田から空振り三振 ※史上127人目[197]
- 100勝：2011年8月3日、対オリックス・バファローズ11回戦（京セラドーム大阪）、先発登板で7回3失点（自責点2） ※史上130人目[198]、通算200試合目の登板で左腕投手史上最速[58]
- 1500投球回：2016年5月25日、対オリックス・バファローズ8回戦（福岡ヤフオク!ドーム）、1回表二死目に小島脩平を遊ゴロ ※史上170人目
- 1500奪三振：2017年8月27日、対千葉ロッテマリーンズ21回戦（福岡ヤフオク!ドーム）、4回表に井口資仁から空振り三振 ※史上51人目[199]
- 150勝：2022年9月30日、対東北楽天ゴールデンイーグルス25回戦（楽天生命パーク宮城）、5回1失点 ※史上50人目、41歳7か月での達成は史上最年長、通算305試合目の登板での達成は史上4番目の速さ、左腕投手史上最速[200]
- 2000投球回：2023年5月24日、対北海道日本ハムファイターズ10回戦（エスコンフィールドHOKKAIDO）、2回裏三死目に上川畑大悟から空振り三振 ※史上93人目、42歳3か月での達成は史上最年長[201]

その他の記録
- 日本シリーズ最長ブランク勝利：16年（2003年第7戦から2019年第4戦）[202]
- 開幕投手：4回（2005年、2009年、2011年、2017年）
- オールスターゲーム出場：6回（2003年、2004年、2010年、2011年、2016年、2023年）

#### MLB
初記録
- 初登板・初先発登板：2014年7月8日、対シンシナティ・レッズ11回戦（グレート・アメリカン・ボール・パーク）、5回を1失点
- 初奪三振：同上、3回裏にカルロス・コントレラスから空振り三振
- 初勝利・初先発勝利：2014年7月28日、対コロラド・ロッキーズ1回戦（リグレー・フィールド）、7回5被安打1失点

#### NPB/MLB通算
節目の記録
- 150勝：2022年6月19日、対東北楽天ゴールデンイーグルス8回戦（福岡PayPayドーム）、6回1安打1失点[203]

### 背番号
- 21（2003年[10] - 2011年、2016年[105] - 2024年、2025年3月14日[149] - 3月17日[153]）
- 67（2014年）
- 18（2015年）

### 登場曲
- 「サウスポー」川嶋あい（ - 2010年）
- 「たんぽぽ」THEイナズマ戦隊（2011年）
- 「GDFR (feat. Sage The Gemini & Lookas)」フロー・ライダー（2015年）
- 「Thunder Struk」AC/DC（2016年）
- 「War」冨永裕輔（2017年）
- 「21」冨永裕輔（2020年）

### 代表歴
- 2004年アテネオリンピックの野球競技・日本代表
- 2006 ワールド・ベースボール・クラシック日本代表
- 2008年北京オリンピックの野球競技・日本代表

## 関連情報

### テレビ
- 情熱大陸（毎日放送）（2002年11月10日、2023年4月9日[205]）

### CM
- ACジャパン
  - 「僕のルール」（2006年7月 - 2007年6月）
  - 「僕は、つづける。」（2007年7月 - 2008年6月）
- 昭和建設 「家族だんらんの家」
- ソフトバンクモバイル「ホワイトプラン」 『ホワイト・バット篇』、『ホワイト・身長篇』（2007年1月 - ）
- 福岡市交通局「ちかパス」

福岡市地下鉄七隈線開通時にはイメージキャラクターとして起用されたが、当時チームのオーナー企業が移行時期で新しいユニフォームが間に合わず、スーツ姿でポスターに登場した。また同線では彼のヘッドマークをつけた車両が走ることもある。

### 著書
- サウスポー論（2011年10月26日、ベストセラーズ、ISBN 978-4584133477） - 杉内俊哉との共著
- だから僕は練習する 天才たちに近づくための挑戦（2020年2月6日、ダイヤモンド社、ISBN 978-4478109410）